# Gran Enciclopedia Aragonesa
La Gran Enciclopedia Aragonesa, a menudo abreviada como GEA, es una enciclopedia temática sobre Aragón.

## Historia

### Antecedentes
El precedente de la GEA es la obra Los aragoneses, publicada en 1977 por la editorial Istmo, entre cuyos autores se encuentra Eloy Fernández Clemente.

### Ediciones impresas

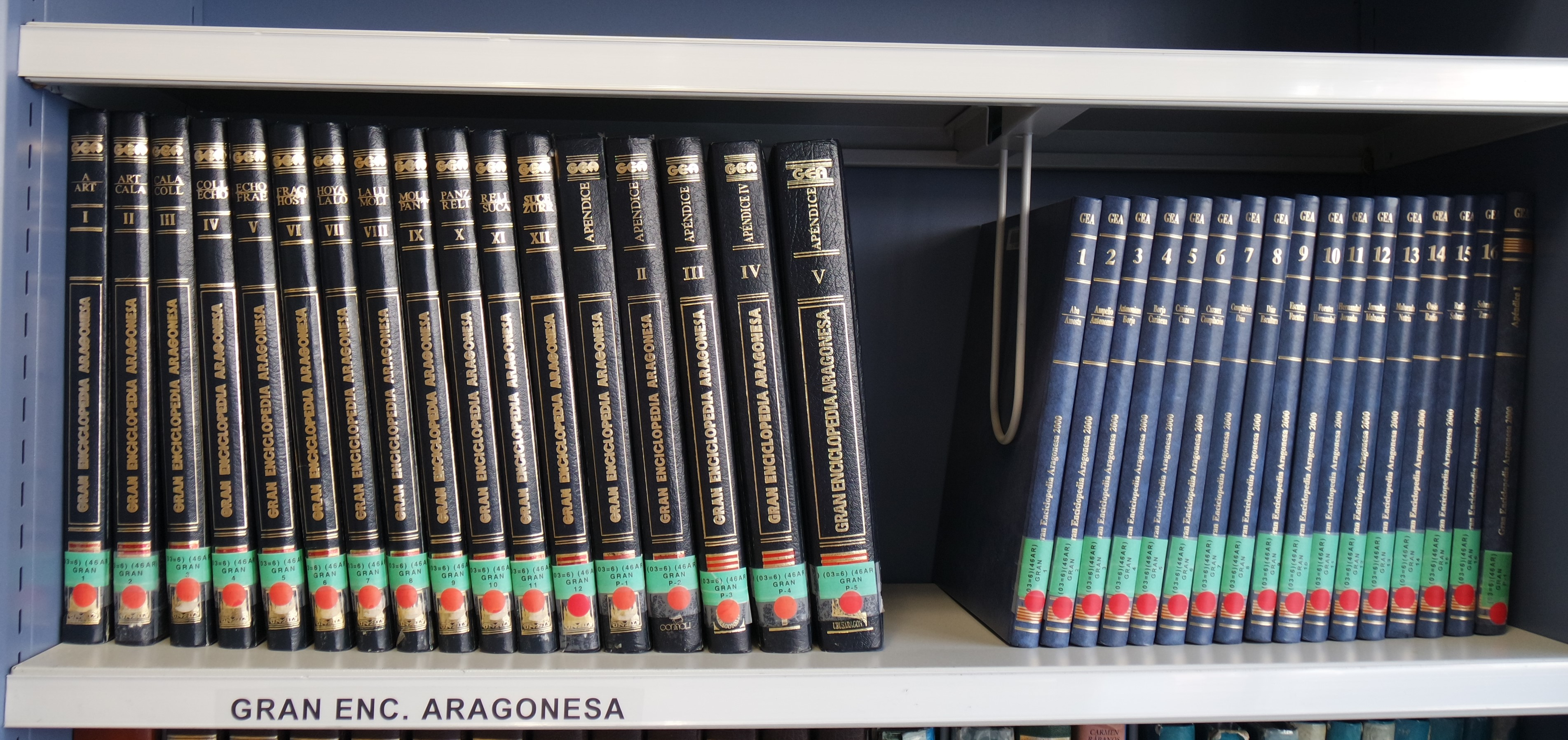
La Gran Enciclopedia Aragonesa en un estante de la Biblioteca de Humanidades de la Universidad de Zaragoza, María Moliner.

En 1978 José Mª Sáiz Navarro (fundador de la editorial Unión Aragonesa del Libro UNALI S. L. junto a José Ramón Belio Lasala, socios al 80 y 20 % respectivamente) propone a Eloy Fernández Clemente dirigir una enciclopedia sobre Aragón, que verá la luz entre 1980-1981. Esta primera edición de la Gran Enciclopedia Aragonesa se publicó en 12 tomos y tuvo una gran acogida.
Entre 1983 y 2007 se publicaron los Apéndices I a V. Fueron directores de los apéndices: Eloy Fernández Clemente (I, III y IV), Manuel Martín Bueno (II) y Wifredo Rincón García (V).
En 1999, la editora del diario El Periódico de Aragón adquirió los derechos de la enciclopedia y la actualizó, publicando al año siguiente una nueva edición de la que se vendieron más de 8000 ejemplares. Esta nueva edición es  popularmente conocida como GEA 2000. En febrero de 2003, publicó su primer y único tomo de actualización, Apéndice I que entre sus hojas recogía los dos últimos años de la vida de Aragón.
GEA 2000 reordenó todas las voces e incluyó en un mismo orden alfabético las de todos los apéndices publicados hasta entonces, Apéndice I (1983), Apéndice II (1987) y Apéndice III (1997), por lo que esa nueva edición consta de 16 tomos.

### GEA OnLine
La enciclopedia comenzó a digitalizarse en 2002, y en septiembre de 2003 se lanzó la versión 1.0 de la Gran Enciclopedia Aragonesa On-Line, que será conocida como GEA OnLine.
El Gobierno de Aragón apoyó la revisión y actualización de los contenidos de la enciclopedia en línea para adaptarlos al currículo aragonés y fomentar así su utilización didáctica, a la vez que su acceso libre a través de internet. Desde el 2022 la versión web de la "Gran Enciclopedia Aragonesa" ha dejado de existir.